# Karol Duchoň
Karol Duchoň (ur. 21 kwietnia 1950 w Galancie, zm. 5 listopada 1985 w Bratysławie) – słowacki piosenkarz.

## Kariera
W 1968 roku rozpoczął karierę jako wykonawca utworów muzyki popularnej. W 1973 roku zdobył srebrną, a w 1974 – złotą „Bratysławską Lirę”. Koncertował i występował na krajowej i zagranicznej scenie muzycznej. W 2006 roku został uhonorowany nagrodą Aurel 2006 za całokształt zasług na rzecz kultury muzycznej Republiki Słowackiej.